# Norbert Gyömbér
Norbert Gyömbér (Revúca, 3 de julho de 1992) é um futebolista profissional eslovaco que atua como zagueiro, atualmente defende o Al-Kholood, da Arábia Saudita.

## Carreira
Norbert Gyömbér fez parte do elenco da Seleção Eslovaca de Futebol da Eurocopa de 2016.